# Adolf Reinhardt
Adolf Reinhardt (* 13. April 1902; † 18. Juni 1990) war ein deutscher Fußballschiedsrichter.

## Sportlicher Werdegang
Der aus Stuttgart stammende Reinhardt spielte zunächst für den SV Prag Stuttgart und leitete ab den 1930er Jahren Fußballspiele im überregionalen deutschen Vereinsfußball sowie bei Wettbewerben von Auswahlmannschaften. So stand er mehrfach bei Spielen in der Endrunde zur deutschen Meisterschaft sowie beim 1935 erstmals ausgetragenen Tschammerpokal als Spielleiter auf dem Feld, zudem pfiff er bei Gauauswahlwettbewerben.
Als einziger Schiedsrichter leitete Reinhardt Meisterschaftsendspiele vor und nach Ende des Zweiten Weltkriegs: einerseits wurde er mit der Spielleitung des Endspiels um die Deutsche Meisterschaft 1940/41, in dem der SK Rapid Wien trotz zwischenzeitlichen 0:3-Rückstands gegen den FC Schalke 04 durch einen 4:3-Erfolg den Titel holte, und andererseits mit dem Final der zehn Jahre später ausgetragenen Deutschen Meisterschaft 1950/51 zwischen dem 1. FC Kaiserslautern und Preußen Münster, bei dem die Pfälzer durch einen 2:1-Sieg den ersten Titel der Vereinsgeschichte holten, betraut. Zwei Jahre später leitete er das Endspiel um den DFB-Pokal 1952/53, als der deutsche Vereinspokalwettbewerb erstmals unter diesem Namen ausgespielt wurde. Rot-Weiss Essen holte dabei dank eines 2:1-Erfolges gegen Alemannia Aachen den Pokal.
Im November 1942 gehörte Reinhardt mitten im Krieg neben Peco Bauwens, Robert Beinlich, Fritz Bouillon, Helmut Fink, Albert Müller, Adolf Miesz, Alois Pennig, Wilhelm Raspel, Fritz Rühle, Gerhard Schulz und Egon Zacher zu zwölf noch vom Fachamt Fußball der FIFA gemeldeten deutschen Schiedsrichter für mögliche Länderspieleinsätze. Kriegsbedingt kam es jedoch zunächst zu keinem internationalen Einsatz. Erst am 7. Mai 1952 durfte er im Alter von 50 Jahren ein Länderspiel leiten, als er im Wiener Praterstadion das Aufeinandertreffen zwischen Österreich und Irland pfiff, das der Gastgeber mit 6:0 gewann.
Zeitweise führte Reinhardt die Geschäftsstelle des Württembergischen Fußballverbandes. Er war Träger des Bundesverdienstkreuzes am Bande.